# Jules Coupier
Pour les articles homonymes, voir Coupier.
Jules Coupier (1919-2020) est un lexicographe, traducteur et poète français d'expression provençale.

## Biographie
Né le 30 avril 1919 à Manosque dans une « vieille famille du terroir » qui parle provençal, Jules Coupier fait ses classes à Oraison, avant d'aller à l'école normale d'Avignon de 1935 à 1938.
Il devient ensuite instituteur près de Paris, ainsi qu'en Moselle.
À sa retraite en 1974, il s'installe à Vallauris, où il s'investit dans la société d'histoire locale Le Vieux Vallauris, dispensant notamment des cours de provençal au côté de Max Michel (d),.
En 2009, Hervé Martin (d) lui dédie un poème dans son recueil Et cet éprouvé des ombres.
Le 30 avril 2019, il célèbre son centenaire. Installé à la maison de retraite de Thoard, il s'y éteint à 101 ans, le 26 novembre 2020,, et est inhumé dans sa ville natale. Pierre-Dominique Testa lui consacre à son tour un poème à l'occasion de sa disparition.
Marié, il a un fils, Pierre Coupier (d),. Outre ses activités lexicographiques, il est féru d'astronomie.

## Travaux

### LeDictionnaire français-provençal
Il se fait surtout connaître par son Dictionnaire français-provençal qui, publié en premier lieu en 1995 par l'association Dictionnaires français-provençal emmenée par André Ariès et rédigé suivant la graphie mistralienne, se veut l'« inverse » du Trésor du Félibrige. Œuvre entamée en 1982, par un autodidacte en lexicographie aidé par sa femme, elle est refondue par une équipe bénévole de scientifiques conduite par le linguiste Philippe Blanchet,,, et voit le jour grâce à une souscription d'environ 800 mécènes.
Elle est signalée comme le « meilleur dictionnaire provençal moderne » par la Bibliographie linguistique ; Serge Bec le juge « indispensable » aux personnes apprenant ce parler et l'écrivant, et Christian Bonnet le qualifie de « mine », louant notamment la qualité des néologismes y forgés. Le Dictionnaire sert aussi de source pour la réédition du Trésor du Félibrige entamée par le Conseil de l'écrit mistralien en 2006. Jacques Taupiac vante un ouvrage « incontournable » et d'une « importance considérable », se distinguant par la « grande précision » des définitions. Michel Courty, enfin, y voit une somme « indispensable à tous les usagers du provençal », du niveau du Petit Larousse ou du Robert.
Certaines critiquent sont formulées par des auteurs occitanistes. Bonnet regrette l'absence de certains « termes familiers et répandus » et critique le trop grand nombre de synonymes proposées sous certaines entrées, tandis que Josiane Ubaud blâme un certain nombre de propositions en phytonymie. Quant à Pierre Pessemesse, il estime que Coupier, qui à l'en croire « ignore superbement la langue naturelle parlée par les vieux », emprunte trop servilement au Trésor, et propose parfois des traductions arbitraires confinant au « charabia ». Quant à Taupiac, il estime que l'auteur cherche trop à singulariser le provençal et le démarquer du français, et déplore l'absence de principes de codification.
Il connaît une réédition en 2009 à l'initiative du Collectif Provence. L'ouvrage comporte alors environ 75 000 entrées.

### Autres
En 1998, il fait paraître un Petit dictionnaire français-provençal, version abrégée de son dictionnaire. Jacques Taupiac salue à nouveau son travail, mais s'interrogeant sur les critères de sélection des mots conservés et évincés, regrette que « des lexèmes fréquents manquent [alors que] des lexèmes bien plus rares sont présents ».
Il s'attelle également à la traduction et l'adaptation d'œuvres francophones classiques : Le Tartuffe de Molière, Phèdre de Jean Racine, Le Hussard sur le toit de Jean Giono, Le Grand Meaulnes d'Alain-Fournier, Sylvie de Gérard de Nerval, Le Silence de la mer de Vercors, et Le Diable au corps de Raymond Radiguet. Ces travaux sont déposés au Centre de documentation provençale de Bollène.
Enfin, on lui doit quelques poèmes inspirés d'Ovide et recueillis dans Divagaduro en 2003.
Il a collaboré au Rampau d'óulivié.

## Ouvrages
- Dictionnaire français-provençal (préf. Charles Rostaing), 2. vol., Aix-en-Provence, Edisud, 1995  (ISBN 2-85744-824-4) ; rééd. en 2009 par le Collectif Provence.
- Petit dictionnaire français-provençal, Aix-en-Provence, Édisud, 1998  (ISBN 2-7449-0031-1).
- Lou Tartufe, trad. du Tartuffe de Molière, Marseille, Roudelet felibren [« Groupe félibréen »], 1998  (ISBN 2-900063-21-3).
- Divagaduro : rimarié prouvençalo em'un pessu de franchimand, Nice, Atlantis, 2003  (ISBN 2-913637-35-3).

## Distinctions
- Prix de gratitude mistralienne 1996[24],[26],[2].
- Grand prix littéraire de Provence 1996[13],[4],[24],[2].
- Prix Bruno-Durand 1996[27].
- Commandeur des Arts et Lettres[28],[11] (officier en 2013[29], chevalier en 2006[13]).